# Volmat
Volmat (nemško Admont) je naselje v Občini Velikovec v Okraju Velikovec na Koroškem v Avstriji.